# Kolvmaskin
Kolvmaskin är ett samlingsnamn för kolvmotorer, kolvkompressorer och kolvpumpar.
De arbetande delarna i en kolvmaskin är en eller flera kolvar som löper i en cylinder, och utgör fluidenergimaskiner genom att de utbyter mekaniskt arbete med en fluid.